# 949 Hel
949 Hel је астероид главног астероидног појаса. Приближан пречник астероида је 69,17 , 
а средња удаљеност астероида од Сунца износи 2,997 астрономских јединица (АЈ). 
Инклинација (нагиб) орбите у односу на раван еклиптике је 10,692 степени, а орбитални период износи 1895,257 дана (5,188 година). Ексцентрицитет орбите астероида износи 0,198. 
Апсолутна магнитуда астероида износи 9,70 а геометријски албедо 0,048.
Астероид је откривен 11. марта 1921. године.